# Nicolas Fritzenwalden
Nicolas Fritzenwalden è un personaggio della telenovela argentina Flor - Speciale come te.

## Biografia
Nicolas è il figlio secondogenito di Erik e Maria, ed è il fratello di Federico, Franco, Maia, Martín e Tomás, nonché erede della fortuna Fritzenwalden. Nicolás è il gemello di Franco ed è nato cinque minuti dopo di quest'ultimo.
È soprannominato Nico dagli amici e dai fratelli, è un ragazzo molto romantico, ma che non ha successo con le ragazze. Il suo primo amore è Clara, che conquista con delle frasi romantiche via email. Poi si fidanza con Mirta e infine con Paloma, una ragazza che si fingeva cieca. Valentina è innamorata di lui, che però la rifiuta. Nico si accorge di amarla quando scopre il fidanzamento della ragazza con Pato, che alla fine lascerà per mettersi con lui. Scopre che Lautaro è suo fratello.